# 에나시
에나시(일본어: 恵那市)는 일본 기후현 남동부에 있는 시이다.

## 지리
기후는 여름에도 비교적 냉량하며 겨울은 춥다. 산간지로 들어가면 들어갈수록 그러한 경향은 커진다. 겨울은 강수량(강설)이 적은 건조한 기후이다. 야마오카정에서는 이러한 기후를 살려 한천의 생산량이 일본 제일이다.
현재의 에나시는 구 에나시와 구 에나군 남부가 합병한 모습이며 시가지는 각각의 구 시정촌 중심지에 분산해 있지만 사실상의 중심부는 구 에나시의 시가지인 오이초 및 오사시마초를 말한다. 시청을 포함한 시의 행정 기관과 시의 대표역이자 승객이 가장 많은 JR 에나역, 대형 쇼핑센터와 금융기관, 주오 자동차도 에나 IC도 오이초·오사시마초에 있다.

## 역사
- 1954년 4월 1일 - 에나군 오이정, 오사시마정, 히가시노촌, 미사토촌, 다케나미촌, 가사기촌, 나카노호촌, 이지촌 등 2정 6촌의 합병으로 에나시가 탄생했다.
- 2004년 10월 25일 - 에나시와 에나군 남부의 야마오카정·아케치정·이와무라정·구시하라촌·가미야하기정 등 1시 4정 1촌이 합병해 현재의 에나시가 되었다.

## 교통

### 철도
- 도카이 여객철도 주오 본선
- 아케치 철도 아케치선

### 도로
- 주오 자동차도
- 국도 제19호선
- 국도 제257호선
- 국도 제363호선
- 국도 제418호선

## 인구
| 연도 | 인구   | ±%     |
| ---- | ------ | ------ |
| 1970 | 57,876 | —      |
| 1980 | 59,161 | +2.2%  |
| 1990 | 58,044 | −1.9%  |
| 2000 | 57,274 | −1.3%  |
| 2010 | 53,718 | −6.2%  |
| 2020 | 47,774 | −11.1% |

## 기후
| 에나시의 기후                                                | 에나시의 기후 | 에나시의 기후 | 에나시의 기후 | 에나시의 기후 | 에나시의 기후 | 에나시의 기후 | 에나시의 기후 | 에나시의 기후 | 에나시의 기후 | 에나시의 기후 | 에나시의 기후 | 에나시의 기후 | 에나시의 기후   |
| 월                                                           | 1월           | 2월           | 3월           | 4월           | 5월           | 6월           | 7월           | 8월           | 9월           | 10월          | 11월          | 12월          | 연간            |
| ------------------------------------------------------------ | ------------- | ------------- | ------------- | ------------- | ------------- | ------------- | ------------- | ------------- | ------------- | ------------- | ------------- | ------------- | --------------- |
| 역대 최고 기온 °C (°F)                                       | 17.5 (63.5)   | 20.9 (69.6)   | 24.6 (76.3)   | 29.9 (85.8)   | 33.3 (91.9)   | 36.0 (96.8)   | 38.8 (101.8)  | 38.5 (101.3)  | 36.6 (97.9)   | 31.3 (88.3)   | 25.0 (77.0)   | 21.0 (69.8)   | 38.8 (101.8)    |
| 일평균 최고 기온 °C (°F)                                     | 7.2 (45.0)    | 8.8 (47.8)    | 13.4 (56.1)   | 19.3 (66.7)   | 23.9 (75.0)   | 26.7 (80.1)   | 30.3 (86.5)   | 32.1 (89.8)   | 27.9 (82.2)   | 22.1 (71.8)   | 16.0 (60.8)   | 9.8 (49.6)    | 19.8 (67.6)     |
| 일일 평균 기온 °C (°F)                                       | 1.2 (34.2)    | 2.1 (35.8)    | 6.2 (43.2)    | 11.9 (53.4)   | 17.0 (62.6)   | 20.8 (69.4)   | 24.6 (76.3)   | 25.6 (78.1)   | 21.8 (71.2)   | 15.5 (59.9)   | 9.1 (48.4)    | 3.5 (38.3)    | 13.3 (55.9)     |
| 일평균 최저 기온 °C (°F)                                     | −3.5 (25.7)   | −3.3 (26.1)   | 0.0 (32.0)    | 5.0 (41.0)    | 10.7 (51.3)   | 16.1 (61.0)   | 20.4 (68.7)   | 21.2 (70.2)   | 17.4 (63.3)   | 10.6 (51.1)   | 3.8 (38.8)    | −1.2 (29.8)   | 8.1 (46.6)      |
| 역대 최저 기온 °C (°F)                                       | −12.2 (10.0)  | −13.6 (7.5)   | −10.0 (14.0)  | −4.4 (24.1)   | −0.5 (31.1)   | 5.1 (41.2)    | 12.7 (54.9)   | 12.2 (54.0)   | 4.9 (40.8)    | −1.2 (29.8)   | −4.8 (23.4)   | −10.2 (13.6)  | −13.6 (7.5)     |
| 평균 강수량 mm (인치)                                        | 62.0 (2.44)   | 75.6 (2.98)   | 136.9 (5.39)  | 139.5 (5.49)  | 165.3 (6.51)  | 215.3 (8.48)  | 261.3 (10.29) | 202.2 (7.96)  | 228.7 (9.00)  | 155.4 (6.12)  | 94.2 (3.71)   | 68.9 (2.71)   | 1,785.1 (70.28) |
| 평균 강수일수 (≥ 1.0 mm)                                     | 8.3           | 7.8           | 10.4          | 10.8          | 11.2          | 13.8          | 14.2          | 11.4          | 11.5          | 10.0          | 8.3           | 8.7           | 126.4           |
| 평균 월간 일조시간                                           | 153.3         | 159.9         | 186.3         | 192.7         | 195.7         | 147.8         | 164.2         | 199.5         | 158.7         | 163.6         | 157.0         | 146.6         | 2,024.4         |
| 출처: 일본 기상청 (평년값: 1991년~2020년, 극값: 1976년~현재) |               |               |               |               |               |               |               |               |               |               |               |               |                 |